# Сируш
Сируш (енгл. Sirrush) је биће из митологије које је осликано на Иштариној капији из Бабилона у 6. вијеку п. н. е.

## Поријекло и значење назива
Назив Мušḫuššu долази из Акадског језика и означава номинатив за Сумерски назив Мušḫus што у преводу значи "црвенкаста змија" или "жестока змија", али такође значи и "раскошна змија" или "сјајна змија".

### Други називи
Знан је још под именом Сирушу (енгл. Sirrušu; пише се оригинално: Мušḫuššu).

## Опис криптида
Ово биће је описано у митологији као хибридна животиња: животиња је змај са крљуштавом кожом, са задњим ногама од орла а предњим од мачке, има дуг врат и реп, змијски језик, један рог на глави и кријесту.

## У астрономији
Сазвјежђе Хидре, које је у бабилонској астрономији знано под именом Muldmuš (змија), је представљало змију са предњим ногама лава, без задњи ногу и са главом Сируша. Ово чудовиште је такође инспирисало Грке да у својој митологији створе биће знано као Лернејска хидра, које је касније постало једна од основа за модерни приказ Хидре.

## У Библији и митологији
Сируш је једна од свети животиња бога Мардука и његовог сина Набуа у Новом Бабилонском царству. Мардук је преотео Сируша од акадског бога Тишпаха, локалног бога града Ешнуна.
У причи "Бел и змај", из Деутероканонске књиге, појављује се Сируш. У причи се помињу свештеник и "велики змај" (или "велика змија" у неким преводима) који бораве у храму бога Бела (бога којег поштује цар Набукодоносор II), којем се клањају и поштују га Бабилонци.
У "Књизи о Данијелу", протагонист приче пророк Данијел се суочава са "змајем" из храма, којег на крају он отрује и убије.

## Сируш приказан на Иштариној капији
- Иштарина капија

## У криптозоологији
Њемачки археолог Роберт Колдбеј, који је открио "Иштарину капију" 1902. године, је био сматрао да су Сируши који су осликани на "Иштариној капији" стварне животиње. Он је тврдио да су се у Бабилонској умјетности описи митолошки бића са временом драстично промјенили, док су описи стврни животиња остали исти (што је случај са Сирушом). Такође је примјетио да су Сируши осликани заједно са лавом и "римијем" (енгл. rimi) (туром - врстом говеда која је живјела на подручју Европе, Африке и Азије од леденог доба до средњег вјека кад су је људи истијебили), што га је навело до закључка да су Бабилинци познавали ове животиње. Опис предњи ногу Сируша, које наликују на мачије, се Колдвеју чинио врло неприкладан и он је сумљао да је овај опис можда нетачан. Како год, 1918. године он је предложио своје мишљење да је Сируш врста диносаура из групе Орнитопода. Такође постоје и бабилонски записи у којима се наводи да су Сируше и остале животиње (лавове, римије, ...) донијели у Бабилон са своји путовања из Африке (што значи да је Сируш можда афричка врста "живи диносаура").

## Могуће објашњење/Научни став о овом криптиду
Своје теорије о томе шта је Сируш су презентовали многи научници, као што су Адријен Мајор и Бернард Хувелманс. Вили Леј је у књизи "Егзотична зоологија" навео да је Сируш можда врста изумрли жирафа које су живјеле и у Африци и Азији.